# 三共生興
三共生興株式会社（さんきょうせいこう、英: SANKYO SEIKO CO.,LTD.）は、本店を大阪府大阪市中央区に、本社を大阪府大阪市中央区安土町と東京都中央区日本橋に置く繊維系の商社。

## 概要
創業者の三木瀧藏が、1920年（大正9年）に横浜で「三木商店」を創業。輸出向けの絹織物を海外の各公使に向けて取引をおこなう。やがて三木商店は1923年（大正12年）の関東大震災で店を失うが、横浜から神戸に拠点を移して取引を再開する。その後も取引は順調に続き、1938年（昭和13年）に改組する。2015年（平成27年）に本店をそれまでの神戸から大阪に移転した。
イギリスを代表するブランドとして知られる「DAKS」を1969年（昭和44年）から取り扱うなど、その他にもフランス発のブランド、「LEONARD」（レオナール）や、オートクチュール・メゾンとして有名な「Christian Lacroix」（クリスチャン・ラクロワ）など取り扱いブランドも多数である。その他かつて取り扱っていたブランドにアメリカ西海岸発のサーファー向けブランドで足跡マークでその名を知られる「HANG TEN」（ハング・テン）などがある（「HANG TEN」は2006年より伊藤忠商事がライセンスを保持している）。

## スポンサー番組（全て過去）
- 三枝の国盗りゲーム（朝日放送制作・テレビ朝日系）
- 西部警察（テレビ朝日系）
- NNN JUSTニュース→NNN6:30きょうのニュース（日本テレビ系）

※1980年代に、当時取り扱いブランドだった「HANG TEN」が大いに業績に寄与していたこともあり、当時スポンサーとして番組に参加していた。現在日本の地上波のテレビではCMは放映しておらず、ファッション雑誌の記事が一般になっている。